# Dugo Selo Lukačko
Dugo Selo Lukačko – wieś w Chorwacji, w żupanii virowiticko-podrawskiej, w gminie Lukač. W 2011 roku liczyła 570 mieszkańców.